# Tajik League 2009
De Tajik League 2009 is het achttiende seizoen van het voetbalkampioenschap van Tadzjikistan (Ligai olii Toçikiston).
Het hoogste niveau bestaat uit tien voetbalclubs en er wordt gevoetbald van het voorjaar tot en met het najaar. Titelhouder van vorige seizoen is Regar-TadAZ Tursunzoda.

## Teams
| Team                | Locatie      | Stadion                        | Capaciteit |
| ------------------- | ------------ | ------------------------------ | ---------- |
| CSKA Pamir Dushanbe | Dushanbe     | Central Republican Stadium     | 24.000     |
| Energetik           | Dushanbe     | Central Republican Stadium     | 24.000     |
| Gvardia             | Dushanbe     |                                |            |
| Istiklol            | Dushanbe     | Central Republican Stadium     | 24.000     |
| Khujand             | Khujand      | 20-Letie Nezavisimostistadion  | 25.000     |
| Parvoz Bobojon      | Ghafurov     | Furudgoh Stadium               | 5.000      |
| Ravshan             | Kulob        | Kulob Central Stadium          | 20.000     |
| Regar-TadAZ         | Tursunzoda   | Stadium Metallurg 1st District | 10.000     |
| Spitamen            | Navkat       |                                |            |
| FK Chatlon          | Qurghonteppa | Tsentralnyi Stadium            | 10.000     |

## Stand
| Pos | Team           | Wed | W  | G | V  | Ptn | DV | DT | +/− | Kwalificatie             |
| --- | -------------- | --- | -- | - | -- | --- | -- | -- | --- | ------------------------ |
| 1   | FK Chatlon     | 18  | 15 | 1 | 2  | 46  | 44 | 15 | +29 | AFC President's Cup 2010 |
| 2   | Regar-TadAZ    | 18  | 13 | 2 | 3  | 41  | 47 | 14 | +33 |                          |
| 3   | Khujand        | 18  | 13 | 1 | 4  | 40  | 36 | 15 | +21 |                          |
| 4   | Istiklol       | 18  | 11 | 3 | 4  | 36  | 41 | 18 | +23 |                          |
| 5   | Energetik      | 18  | 10 | 2 | 6  | 32  | 41 | 26 | +15 |                          |
| 6   | Parvoz Bobojon | 18  | 7  | 4 | 7  | 25  | 27 | 22 | +5  |                          |
| 7   | Ravshan        | 18  | 5  | 2 | 11 | 17  | 25 | 45 | −20 |                          |
| 8   | CSKA Pamir     | 18  | 2  | 2 | 14 | 8   | 16 | 42 | −26 |                          |
| 9   | Gvardia (R)    | 18  | 2  | 2 | 14 | 8   | 10 | 55 | −45 | Degradatie               |
| 10  | Spitamen (R)   | 18  | 1  | 3 | 14 | 6   | 9  | 44 | −35 | Degradatie               |

| Team ╲ Speelronde | 1          | 2 | 3 | 4 | 5 | 6 | 7 | 8 | 9 | 10 | 11 | 12 | 13 | 14 | 15 | 16 | 17 | 18 |   |
| ----------------- | ---------- | - | - | - | - | - | - | - | - | -- | -- | -- | -- | -- | -- | -- | -- | -- | - |
| Team ╲ Speelronde | CSKA Pamir | G | L | L | L | G | L | L | L | L  | L  | L  | L  | L  | W  | L  | L  | L  | W |
| Energetik         | L          | L | W | L | L | L | G | W | W | W  | W  | W  | W  | L  | G  | W  | W  | W  |   |
| Gvardia           | G          | G | L | L | L | L | L | L | W | L  | L  | L  | L  | L  | W  | L  | L  | L  |   |
| Istiklol          | W          | G | L | W | W | W | L | G | W | W  | L  | W  | W  | W  | G  | W  | L  | W  |   |
| Khujand           | W          | G | W | L | W | W | W | W | W | W  | W  | W  | L  | W  | W  | L  | W  | L  |   |
| Parvoz Bobojon    | W          | G | W | G | G | G | W | L | L | L  | L  | L  | W  | L  | W  | W  | W  | L  |   |
| Ravshan           | L          | W | L | G | L | L | G | W | L | W  | W  | L  | L  | L  | L  | L  | W  | L  |   |
| Regar-TadAZ       | L          | W | W | W | G | W | W | G | W | L  | W  | W  | W  | W  | W  | W  | L  | W  |   |
| Spitamen          | L          | G | L | W | G | G | L | L | L | L  | L  | L  | L  | L  | L  | L  | L  | L  |   |
| FK Chatlon        | W          | G | W | W | W | W | W | W | L | W  | W  | W  | W  | W  | L  | W  | W  | W  |   |

Bron: http://rsssf.com/tablest/taji09.html
W = Win; L = Verlies; G = Gelijk

## Topscores
| Rank | Spelers            | Club                | Doelpunten |
| ---- | ------------------ | ------------------- | ---------- |
| 1    | Numonjon Hakimov   | Vakhsh Qurghonteppa | 15         |
| 2    | Yusuf Rabiev       | Istiklol            | 14         |
| 3    | Sukhrob Khamidov   | Energetik           | 13         |
| 4    | Khurshed Makhmudov | Regar-TadAZ         | 10         |
| 5    | Pyrmurod Burkhonov | Khujand             | 9          |
| 6    | Bahodur Sharipov   | Khujand             | 8          |
| 7    | Rustam Usmonov     | FK Chatlon          | 7          |
| 7    | Shodibek Gafforov  | Energetik           | 7          |
| 7    | Dilshod Vasiev     | Istiklol            | 7          |
| 7    | Sherali Azizov     | Ravshan             | 7          |

1992 · 1993 · 1994 · 1995 · 1996 · 1997 · 1998 · 1999 · 2000 · 2001 · 2002 · 2003 · 2004 · 2005 · 2006 · 2007 · 2008 · 2009 · 2010 · 2011 · 2012 · 2013 · 2014 · 2015 · 2016 · 2017 · 2018 · 2019 · 2020 · 2021 · 2022 · 2023 · 2024 · 2025
Chatlon · 
Choedzjand ·
CSKA Pomir · 
Doesjanbe-83 · 
Fajzdjand · 
Istaravshan · 
Istiklol · 
Koektosj Rudaki · 
Lokomotiv Pomir · 
Regar-TadAZ